# Villegouge
Villegouge é uma comuna francesa na região administrativa da Nova Aquitânia, no departamento da Gironda. Estende-se por uma área de 13,92 km². Em 2010 a comuna tinha 1 280 habitantes (densidade: 92 hab./km²).